# Cisterna Basilică

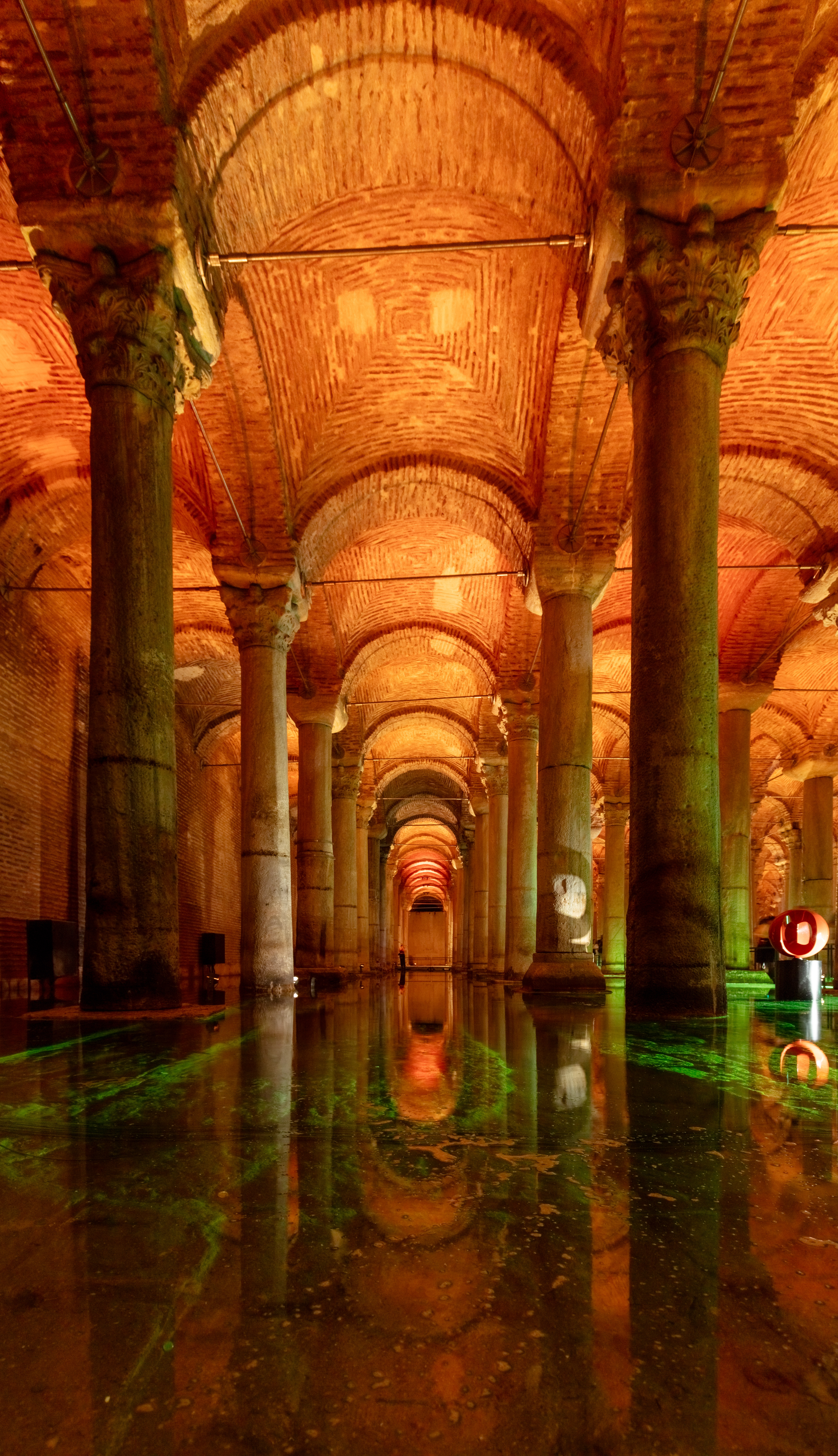
Cisterna Basilică

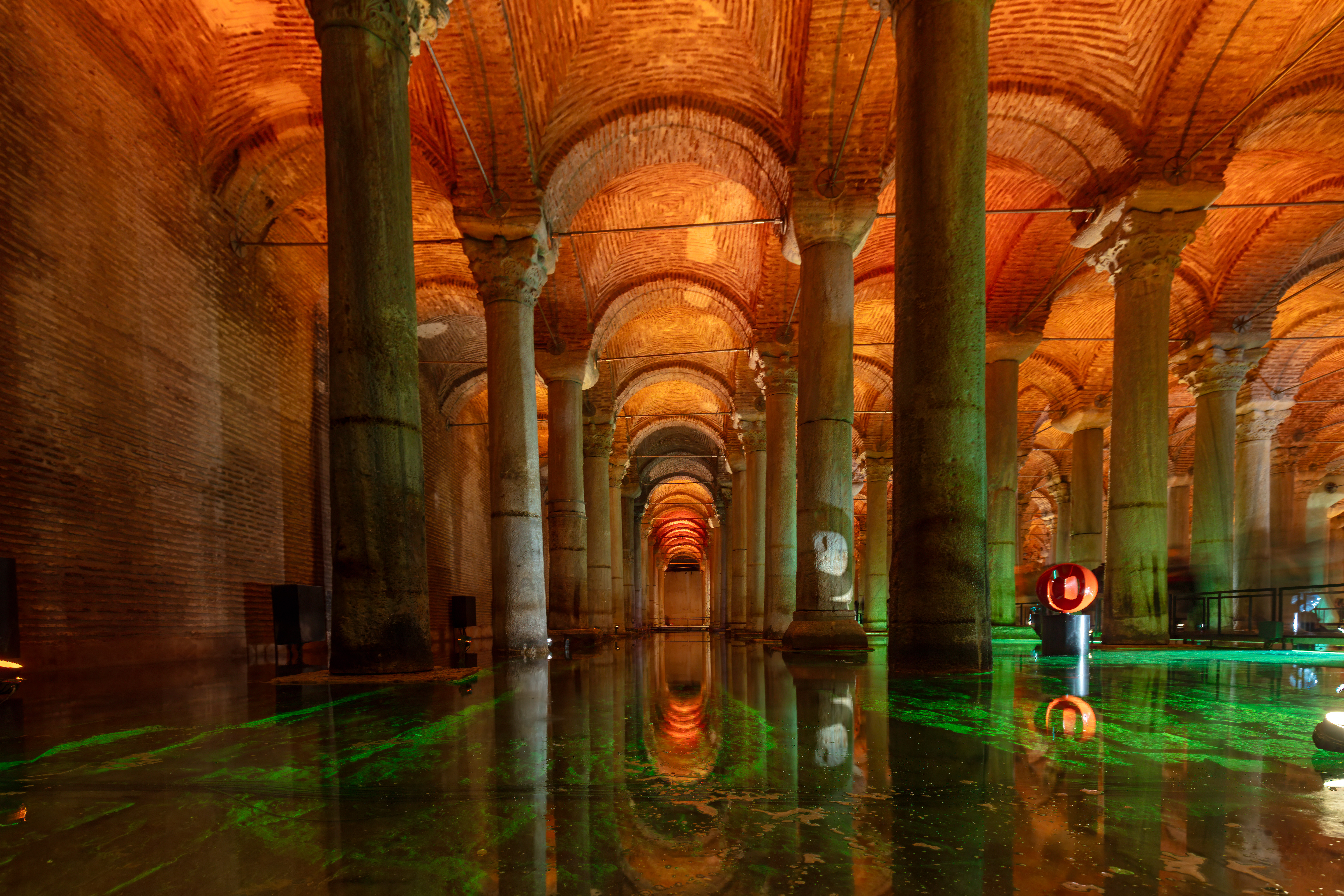
Interior

Cisternele (Basilica Cistern, Yerebatan Sarnıc, Sunken Palace Cistern sau Yerebatan Saray Sarnıci) sunt o atracție a vechiului Constantinopol. Turiștii coboară sub oraș pentru a admira coloanele de marmură, scufundate în pânză de apă prin care mișună pești, de la cei mici la unii impresionant de mari.
Cisternele datează din secolul al VI-lea d. Hr. Au fost construite pentru a alimenta cu apă palatul imperial și clădirile înconjurătoare. Luminițele difuze, clipocitul apei, penumbra numeroaselor coloane scufundate, peștii mici și cei imenși alunecând în apă, toate realizează o atmosferă aparte.
Basilica Cisternă se numește și „Palatul Scufundat” deoarece coloanele de marmură ce o compun se inalța din apă si par incomensurabile. Ea a fost construită in perioada domniei lui Justinian I, și reprezintă o secțiune a unei rețele impresionante de bazine construite in aceea perioadă pentru a alimenta orasul cu apă. Basilica are 336 coloane ( 98 sunt construite in stil corintic, iar restul in stil  doric) ce au 9 metri înălțime și sunt dispuse pe 12 rânduri a 28 de coloane fiecare. Are o formǎ dreptunghiulară masivă, cu 140 metri lungime si 70 metri lățime.
Principala atracție a Basilicii Cisternǎ o reprezintǎ cele două capete de meduză dispuse destul de ciudat: unul întors, celălalt dispus în lateral.
Basilica Cisternǎ a fost restaurată de multe ori de-a lungul timpului, cel mai recent fiind intre anii 1985-1987 de Primăria din Istanbul, perioadă în care au fost construite  coridoare pentru a permite accesul  turiștilor si au fost adusi pești ce inoata in bazin pentru  fascina vizitatorii.